# ロクスバラシャー統監
ロクスバラシャー統監（ロクスバラシャーとうかん、英語: Lord Lieutenant of Roxburghshire）は、イギリスの官職。統監の1つで、ロクスバラシャーを担当する。1789年に勃発したフランス革命がヨーロッパ諸国に飛び火するとともに1792年にはスコットランド各地で暴動がおこり、地方政府の対応に不満を感じたイギリス政府は1794年にイングランドの統監職をスコットランドでも常設職として設立した。1973年地方政府（スコットランド）法でスコットランドの地方自治体再編が行われ、再編に伴う1975年統監令（The Lord-Lieutenants Order 1975）ではロクスバラシャー統監が存続した。1975年統監令が発された時点のロクスバラシャー統監第9代バクルー公爵ジョン・スコットはセルカークシャー統監を兼任しており、再編後は名目上ロクスバラシャー統監とエトリック・アンド・ローダーデイル統監を兼任した。1996年統監（スコットランド）令（The Lord-Lieutenants (Scotland) Order 1996）で正式に統合され、ロクスバラ、エトリック・アンド・ローダーデイル統監となった。

## 一覧
- 1794年3月17日 – 1804年3月19日：第3代ロクスバラ公爵ジョン・カー（英語版）[4]
- 1804年5月28日 – 1812年1月11日：第3代バクルー公爵ヘンリー・スコット[4]
- 1812年1月25日 – 1824年4月27日：アンクラム伯爵ウィリアム・カー（のち第6代ロジアン侯爵）[4]
- 1824年6月2日 – 1841年11月14日：第7代ロジアン侯爵ジョン・カー（英語版）[4]
- 1841年11月30日 – 1884年4月16日：第5代バクルー公爵ウォルター・モンタギュー・ダグラス・スコット[4]
- 1884年5月17日 – 1892年10月23日：第7代ロクスバラ公爵ジェームズ・イニス＝カー[4]
- 1892年11月14日 – 1918年1月：第11代レイ卿ドナルド・マッケイ（英語版）[4]
- 1918年1月25日 – 1932年9月29日：第8代ロクスバラ公爵ヘンリー・イニス＝カー[4]
- 1932年11月3日 – 1973年10月4日：ダルキース伯爵ウォルター・モンタギュー・ダグラス・スコット（英語版）（のち第8代バクルー公爵）[4]
- 1974年6月10日 – 1996年3月31日：第9代バクルー公爵ジョン・スコット（英語版）[3][4]